# Szárász
Szárász (németül: Sarasposten) község Baranya vármegyében, a Komlói járásban.

## Fekvése
Baranya vármegye északi határán, Egyházaskozártól körülbelül 6 kilométerre keletre, a Tolna vármegyei Lengyeltől mintegy 3 kilométerre délre található. Az előbbivel (és a Bonyhád-Kaposszekcső közti 6534-es úttal) a 65 193-as számú mellékút köti össze, míg Lengyeltől csak egy alsóbbrendű önkormányzati út vezet idáig.

## Története
Szárász nevét az oklevelek 1332-1337 között említették először egy adóösszeírásban. Ekkor a tolnai főesperességhez tartozott és Szárászt is a templomos falvak között sorolták fel. 1382-ben nevét Zaraz alakban írták.
A török időkben Szárász is lakott maradt, nem néptelenedett el teljesen, neve sem szerepelt az elnéptelenedett falvak között, tehát valószínűleg 1688-1703 között, a felszabadító harcok során, vagy azt követően fogyatkozott meg lakossága. A környék török igazgatási központja a szászi (szászvári) várban volt. Az 1554. évi török defterek szászi nahie összeírásakor Szárász is szerepelt a 188 felsorolt adózó falu neve között.
Baranya vármegye első 1695. évi megyei jellegű összeírásakor Máza és a tőle északra eső vidék Tolna-, míg az attól délre vagy nyugatra eső részek Baranya vármegyéhez kerültek, ezt megerősítette az 1696. március 12-i nádori döntés is. Így került Baranyához Szárász is. 1712 után a megfogyatkozott népesség pótlására német lakosság telepedett le a faluban.
A második világháború után a kitelepítésekkor őket is kitelepítették, később helyükre csángó magyarok telepedtek le Szárászon.
Szárász a 20. század elején Baranya vármegye Hegyháti járásához tartozott.
Az 1910-es összeíráskor 294 lakosa volt, ebből 44 magyar, 250 német volt, melyből 290 volt római katolikus.
A 2001-es népszámláláskor 92 lakosa volt, 2008. január 1-jén pedig 36 lakója volt a településnek.

## Közélete

### Polgármesterei
- 1990–1994: Csabai Ferenc (független)[3]
- 1994–1998: Albert István (független)[4]
- 1998–2002: Albert István (független)[5]
- 2002–2006: Simon Péter (független)[6]
- 2006–2010: Simon Péter (független)[7]
- 2010–2014: Simon Péter (független)[8]
- 2014–2019: Simon Péter (független)[9]
- 2019–2024: Simon Péter (független)[10]
- 2024– : Simon Péter (független)[1]

## Népesség
A település népességének változása:
| Lakosok száma | 35   | 38   | 34   | 27   | 44   | 38   | 40   | 38   |
|               | 2013 | 2014 | 2015 | 2019 | 2021 | 2022 | 2023 | 2024 |

A 2011-es népszámlálás során a lakosok 100%-a magyarnak, 2,8% románnak mondta magát (a kettős identitások miatt a végösszeg nagyobb lehet 100%-nál). A vallási megoszlás a következő volt: római katolikus 69,4%, református 13,9%, evangélikus 2,8%, felekezeten kívüli 5,6% (8,3% nem nyilatkozott). A falu Baranya vármegye legkevesebb lakosú települése.
2022-ben a lakosság 65,8%-a vallotta magát magyarnak (34,2% nem nyilatkozott). Vallásuk szerint 26,3% volt római katolikus, 5,3% református, 13,2% felekezeten kívüli (55,3% nem válaszolt).

## Nevezetességei

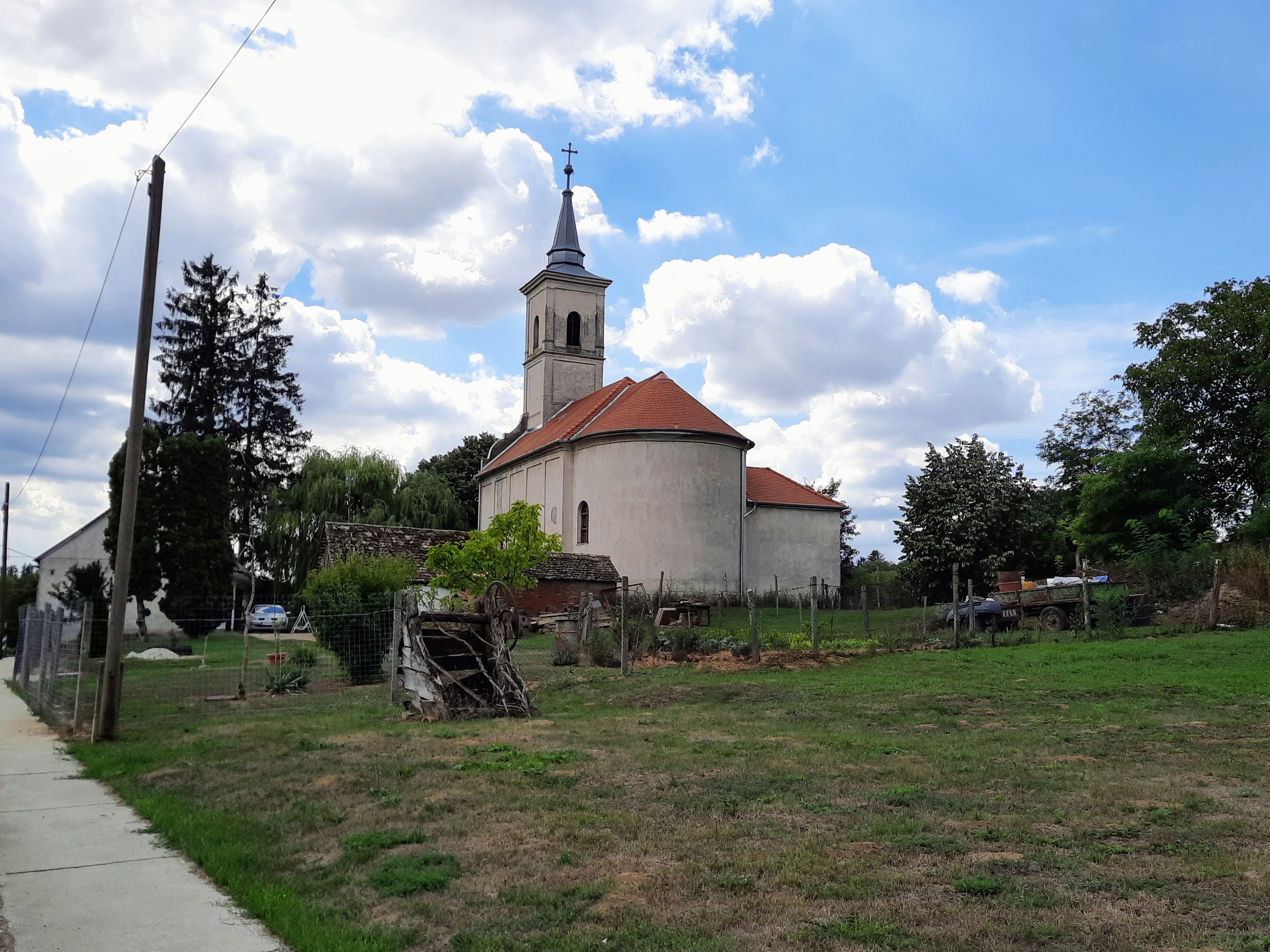
katolikus templom

- Római katolikus templom
- Mátyás király kútja
- Horgász-tó